# مرتفعات جاك

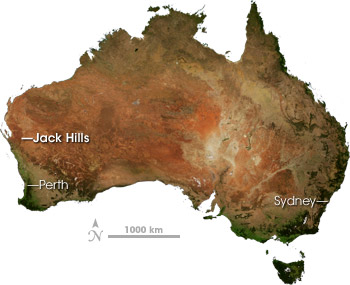
موقع مرتفعات جاك في استراليا

مرتفعات جاك هي مجموعة من التلال نقع في غرب أستراليا . ومن المعروف أنها مصدر لأقدم المواد التي وجدت على الكرة الأرضية حتى الآن، ألا وهو الزركون ، والذي تشكل قبل نحو 4,390,000,000 سنة.

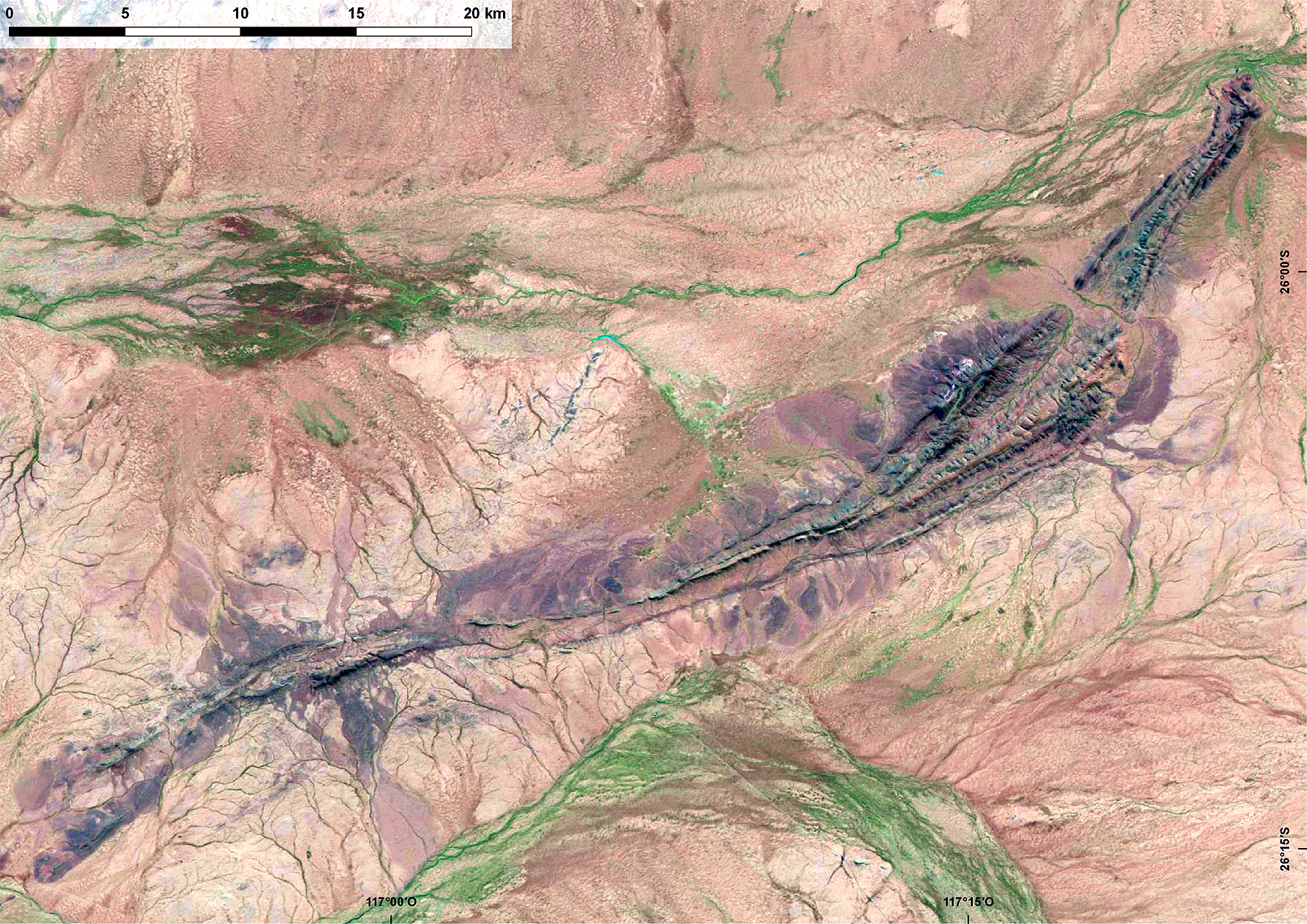
صورة الأقمار الصناعية

وقد مكنت هذه البلورات من الزركون الأبحاث الرائدة في معرفة مراحل تشكل الأرض وتغيير المناخ خلال حقبة الدهر الجهنمي.
في عام 2015 تم العثور على بعض البقايا الحيوية في الصخور القديمة، والتي تعود إلى 4.1 مليار سنة في مرتفعات جاك غرب أستراليا.
ووفقا لأحد الباحثين فإنه على اعتبار أن الحياة قد نشأت بسرعة على الأرض .. فيمكن أن يكون ذلك مشتركاً في بقية أرجاء الكون.

## الجغرافيا
تمتد مرتفعات جاك على الحدود من شيري في مورشيسون، وشيري في ميكاثارا، إلى الجنوب من نهر مورشيسون ، وذلك بطول حوالي 800 كيلو متر شمال بيرث .

## أقدمالزركونعلى الأرض
تم العثور على بلورات من الزركون تعود إلى أكثر من 4 مليارات سنة في صخور مرتفعات جاك، وهذه البلورات تعتبر من أقدم المواد المؤرخة التي نشأت وتكونت على الأرض خلال حقبة الدهر الجهنمي . وقد تم العثور على تلك البلورات ضمن إحدى السلاسل الجبلية في مرتفعات جاك، وتعتبر هذه المرتفعات مصدراً لأقدم زركون في الأرض ، حيث عثر عليه ضمن مجموعة من الصخور الرسوبية.
‌